# Park Falls
Park Falls ist eine Kleinstadt (mit dem Status „City“) im Price County im US-amerikanischen Bundesstaat Wisconsin. Im Jahr 2010 hatte Park Falls 2462 Einwohner.

## Geografie

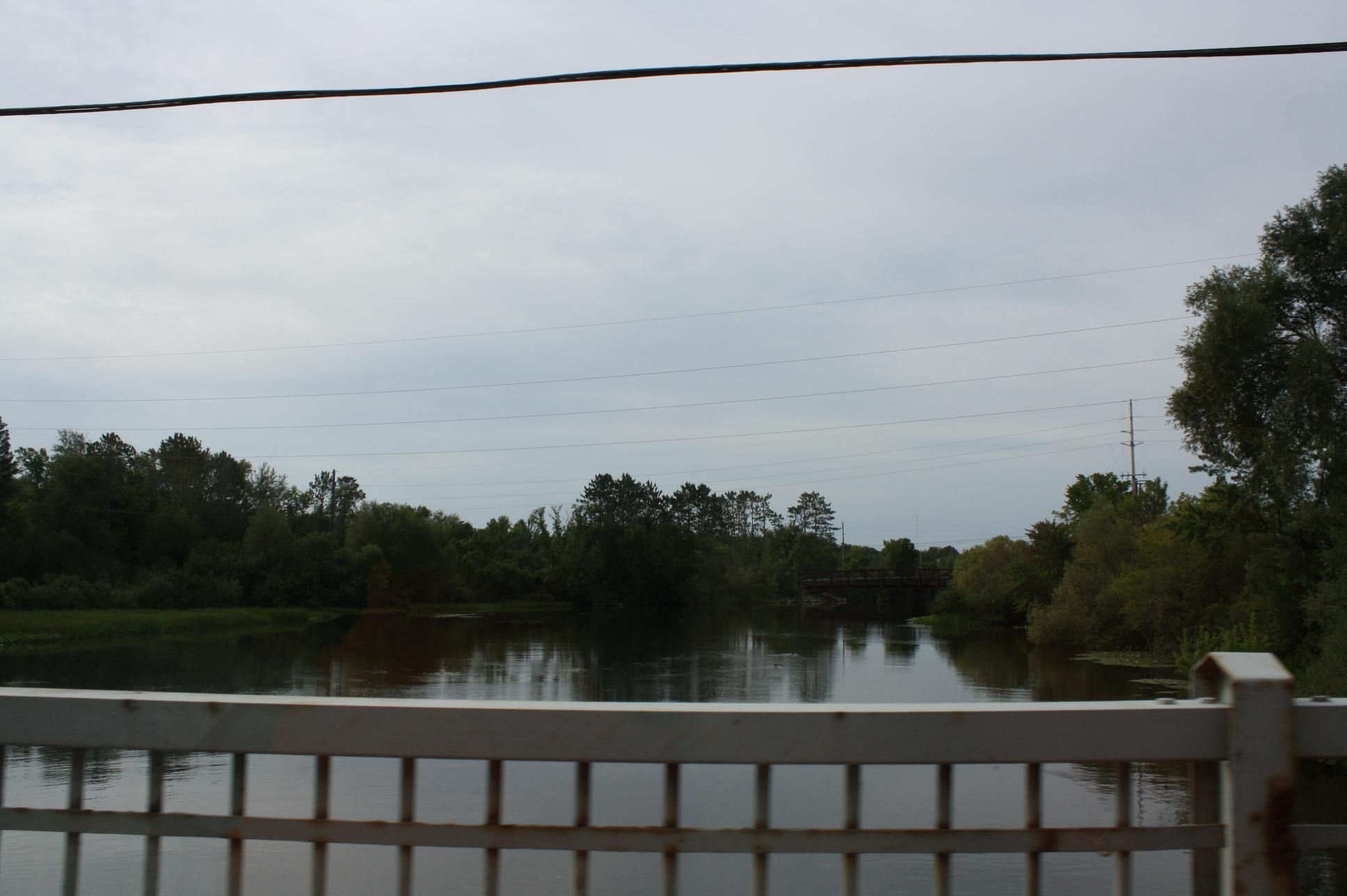
Der Flarmbeau River in Park Falls

Park Falls liegt im mittleren Norden Wisconsins beiderseits des Flambeau River, der über den Chippewa River zum Stromgebiet des Mississippi gehört. 
Die geografischen Koordinaten von Park Falls sind 45°56′04″ nördlicher Breite und 90°26′30″ westlicher Länge. Das Stadtgebiet erstreckt sich über eine Fläche von 9,92 km². Die Stadt wird im Westen von der Town of Lake sowie im Osten von der Town of Eisenstein umgeben, ohne einer davon anzugehören.
Nachbarorte von Park Falls sind Fifield (7,9 km südlich), Phillips (30,7 km in der gleichen Richtung) und Butternut (11,4 km nordnordwestlich).
Die nächstgelegenen größeren Städte sind Eau Claire (204 km südwestlich), Rochester in Minnesota (348 km in der gleichen Richtung), die Twin Cities (Minneapolis und Saint Paul) in Minnesota (302 km westsüdwestlich), Duluth am Oberen See in Minnesota (198 km nordwestlich), Wausau (171 km südöstlich), Green Bay am Michigansee (321 km in der gleichen Richtung) und Wisconsins Hauptstadt Madison (396 km südsüdöstlich).

## Verkehr

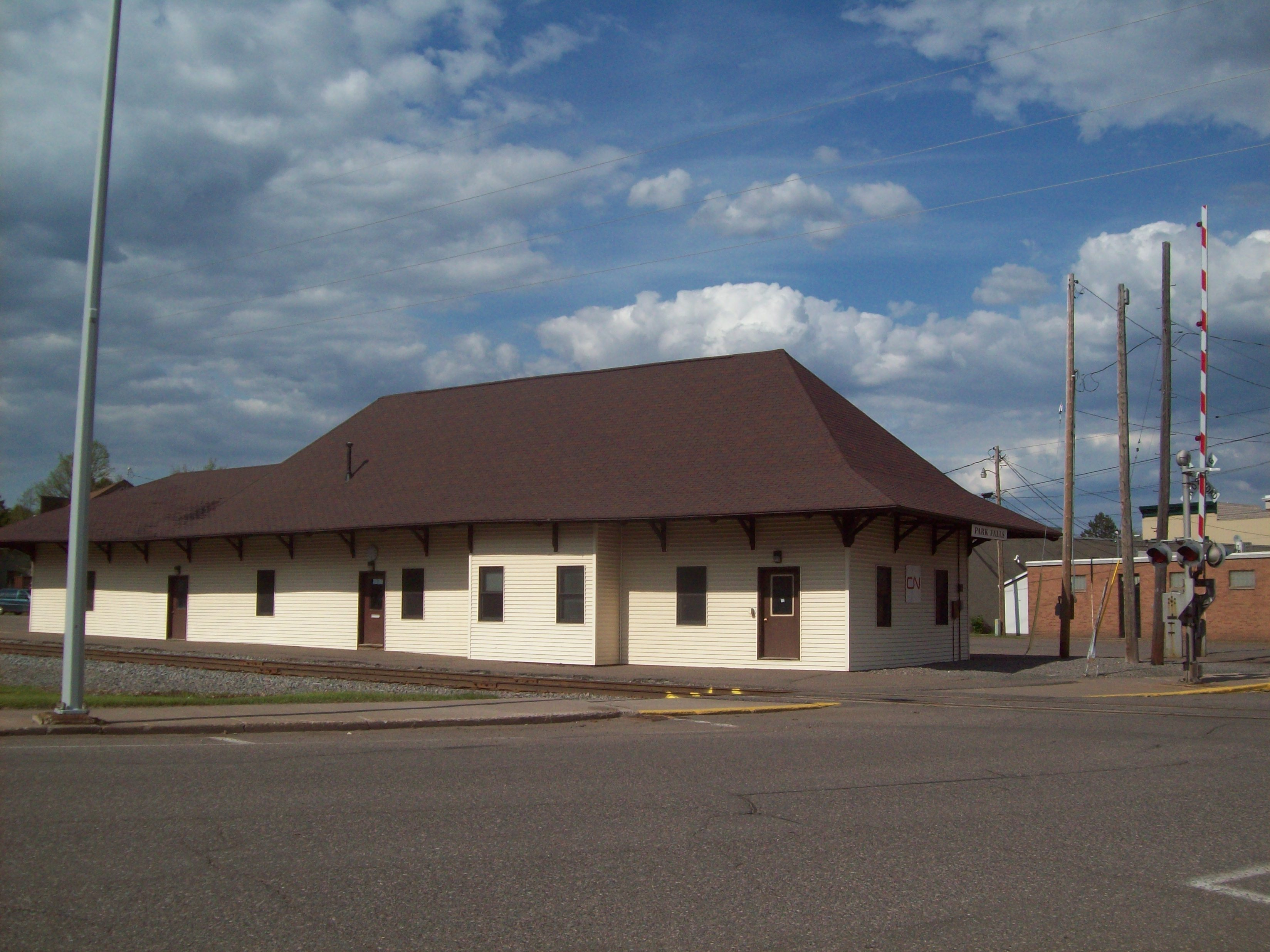
Bahnhof von Park Falls

Der Wisconsin State Highway  13 verläuft in Nord-Süd-Richtung als Hauptstraße durch Park Falls. Im Stadtzentrum mündet der Wisconsin State Highway 182 ein und erreicht damit seinen westlichen Endpunkt. Alle weiteren Straßen sind untergeordnete Landstraßen, teils unbefestigte Fahrwege sowie innerörtliche Verbindungsstraßen.
Durch Park Falls führt in Nord-Süd-Richtung eine Eisenbahnlinie für den Frachtverkehr der Canadian National Railway (CN).
In Park Falls befindet sich der östliche Endpunkt des Tuscobia State Trail, ein auf der Trasse einer ehemaligen Eisenbahnstrecke verlaufender Rail Trail für Wanderer und Radfahrer, der auch mit Quads sowie im Winter mit Langlaufski und Schneemobilen befahren werden.
Mit dem Park Falls Municipal Airport befindet sich im Nordosten des Stadtgebiets ein kleiner Flugplatz. Die nächstgelegenen Regionalflughäfen sind der Rhinelander–Oneida County Airport (110 km ostsüdöstlich) und der Duluth International Airport (207 km nordöstlich). Der nächste Großflughafen ist der Minneapolis-Saint Paul International Airport (323 km westsüdwestlich).

## Bevölkerung
Nach der Volkszählung im Jahr 2010 lebten in Park Falls 2462 Menschen in 1096 Haushalten. Die Bevölkerungsdichte betrug 248,2 Einwohner pro Quadratkilometer. In den 1096 Haushalten lebten statistisch je 2,15 Personen. 
Ethnisch betrachtet setzte sich die Bevölkerung zusammen aus 94,7 Prozent Weißen, 0,4 Prozent Afroamerikanern, 0,3 Prozent amerikanischen Ureinwohnern, 0,6 Prozent Asiaten, 2,3 Prozent Polynesiern sowie 1,6 Prozent aus anderen ethnischen Gruppen; 1,0 Prozent stammten von zwei oder mehr Ethnien ab. Unabhängig von der ethnischen Zugehörigkeit waren 1,0 Prozent der Bevölkerung spanischer oder lateinamerikanischer Abstammung. 
21,4 Prozent der Bevölkerung waren unter 18 Jahre alt, 55,8 Prozent waren zwischen 18 und 64 und 22,8 Prozent waren 65 Jahre oder älter. 51,1 Prozent der Bevölkerung waren weiblich.
Das mittlere jährliche Einkommen eines Haushalts lag bei 38.819 USD. Das Pro-Kopf-Einkommen betrug 21.404 USD. 20,7 Prozent der Einwohner lebten unterhalb der Armutsgrenze.

## Bekannte Bewohner
- Magnus Wenninger (1919–2017), Mathematiker; geboren und aufgewachsen in Park Falls
- Luke Timothy Johnson (* 1943), katholischer Theologe; geboren und aufgewachsen in Park Falls
- Eric Jarosinski (* 1971), Germanist und Autor, ist hier geboren und ausgewachsen